# Джугиси
Джугиси (груз. ჯუღისი) — село в Грузии, в муниципалитете Душети края Мцхета-Мтианети. 

## География
Село расположено в северной части края, в 36 километрах по прямой к северу от центра муниципалитета Душети. Высота центра — 1280 метров над уровнем моря.

## Население
По данным переписи населения 2014 года, в селе проживало 29 человек.
| Год  | Население | Мужчины | Женщины |
| ---- | --------- | ------- | ------- |
| 1926 | 152       | 79      | 73      |
| 2002 | 60        |         |         |
| 2014 | 29        |         |         |